# Aeonium lancerottense
Espèce
Aeonium lancerottense est une espèce de plante grasse ligneuse de la famille des Crassulacées, endémique des îles Canaries

## Synonymes
Sempervivum lancerottense,  Praeger	
Son nom local est bejeque de malpaís.

## Répartition
Elle est endémique de Lanzarote.

## Description
- Feuilles en rosettes marginées de rouge
- Floraison nombreuse en épis coniques plutôt aplatis
- Fleurs rose pâle[2].

Ces caractères la différencient d’Aeonium balsamiferum (l'autre Aeonium présent à Lanzarote), dont les feuilles ne sont pas marginées de rouge, les épis floraux rares et coniques bien marqués et les fleurs jaunes.

## Galerie

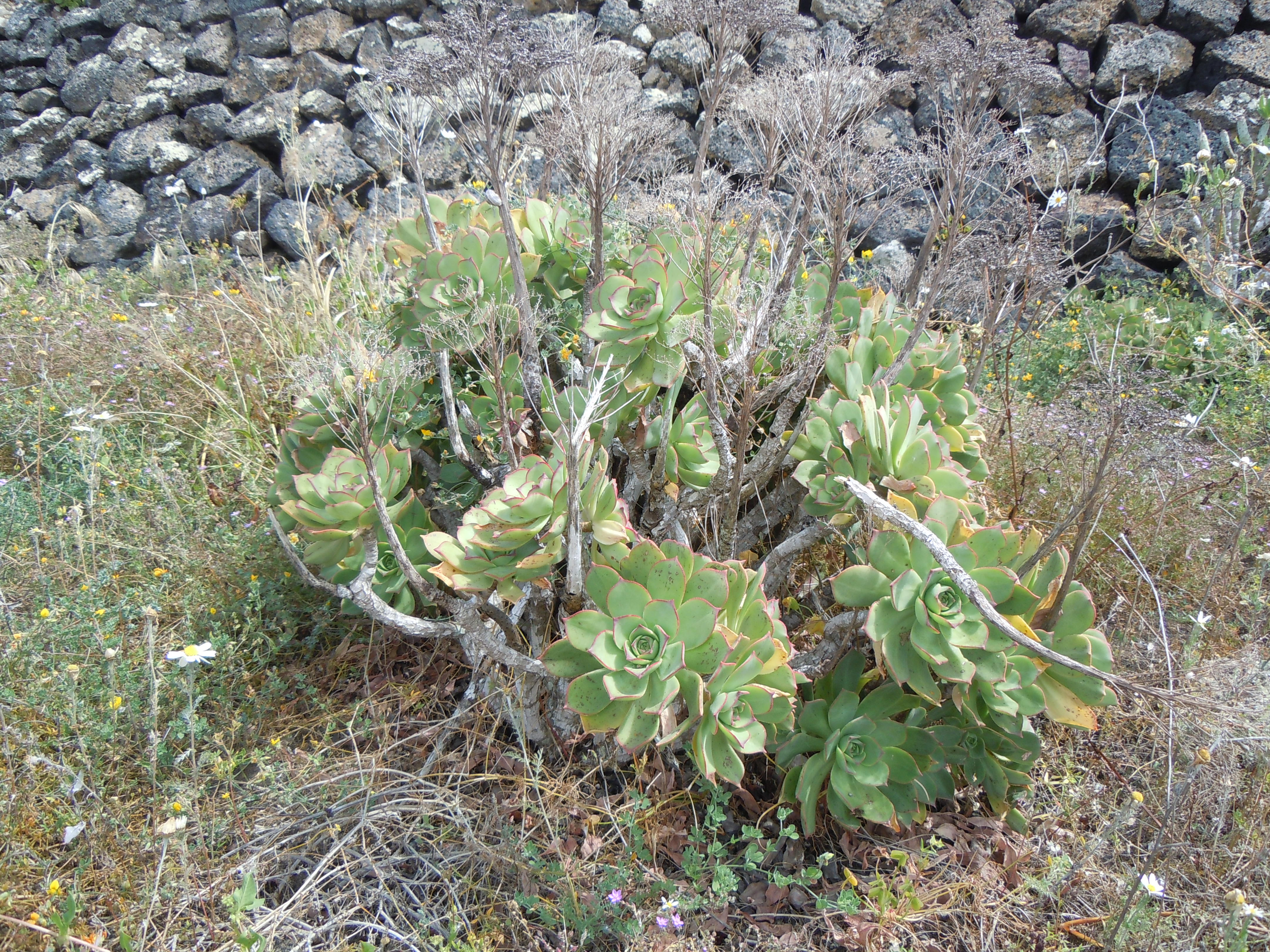
Aeonium lancerottense, avec de nombreuses inflorescences fannées.
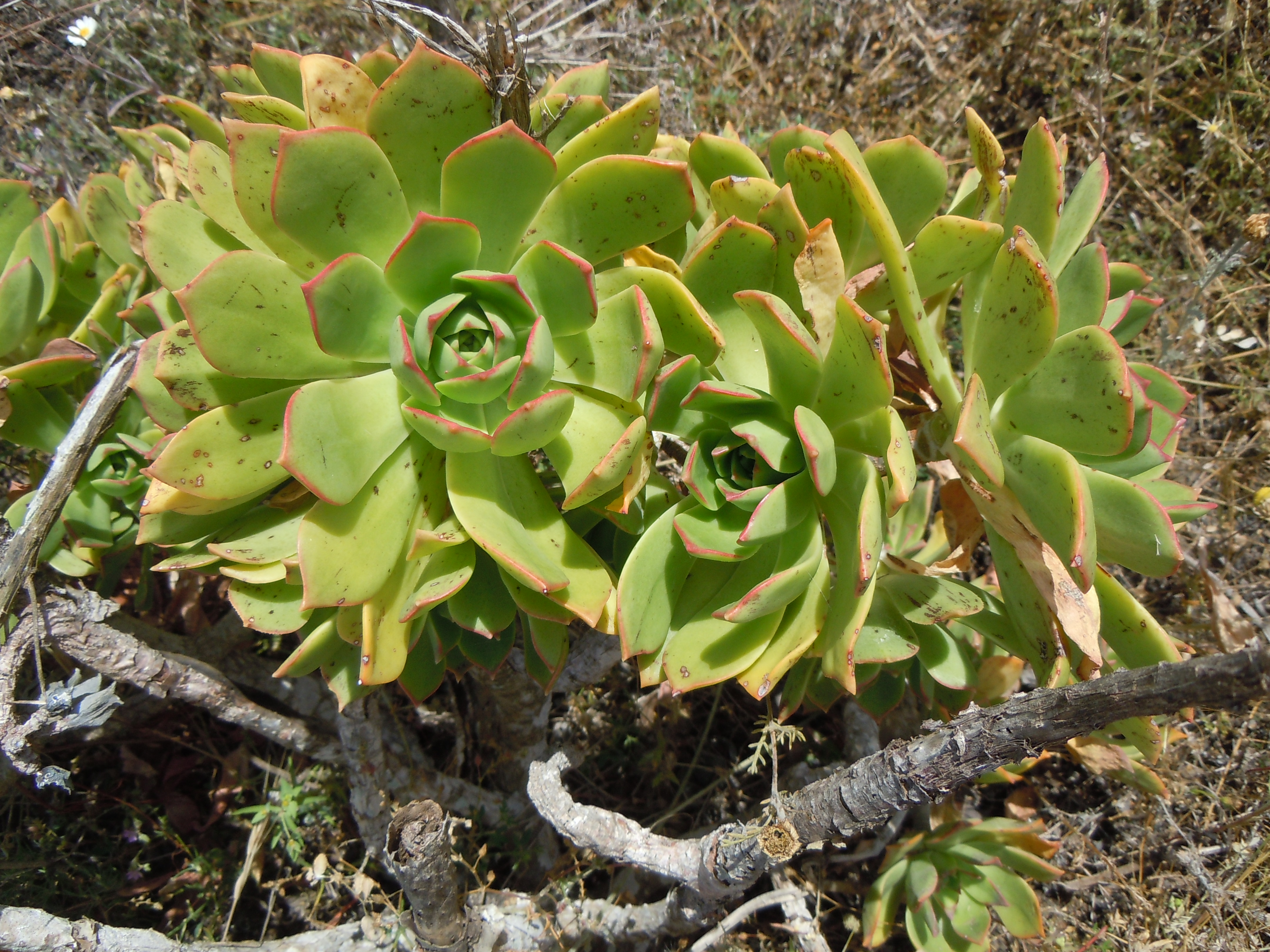
Détail des feuilles margées de rouge.
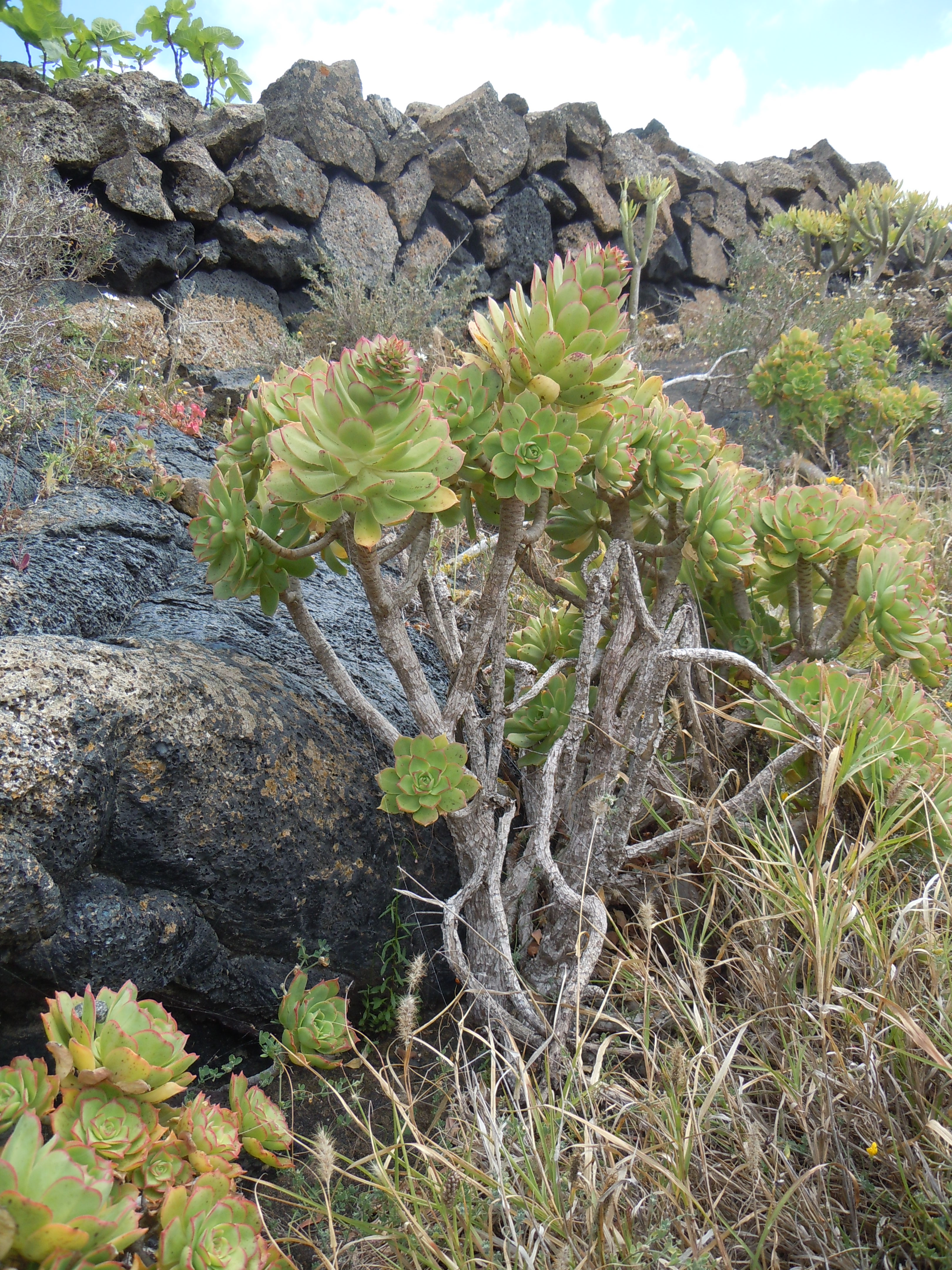
Spécimen arbusif.
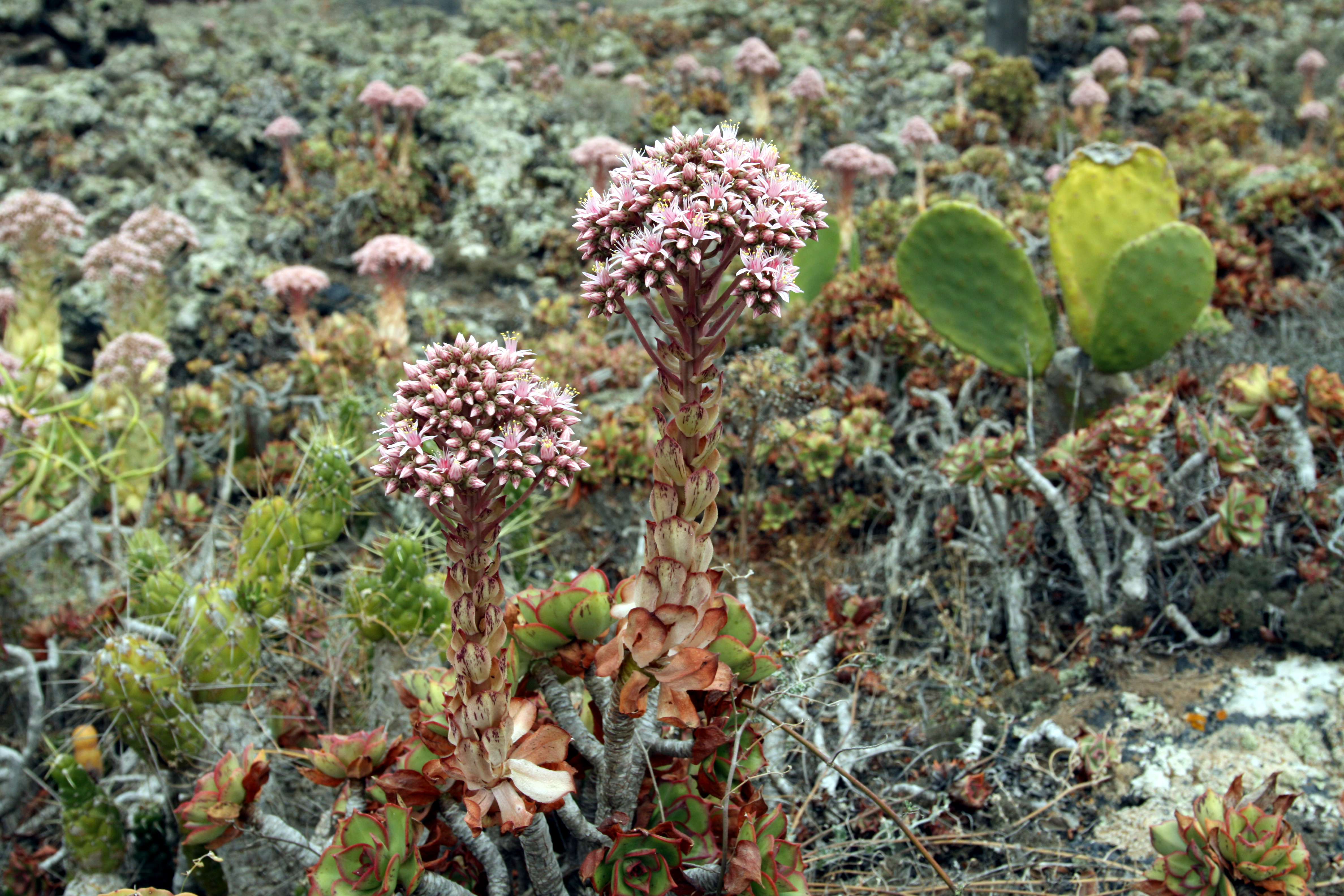
Plante en floraison.